# 細嘴兀鷲
細嘴兀鷲（學名Gyps tenuirostris）是一種兀鷲。它們以往被認為是長喙兀鷲的亞種，但由於它們兩者分佈地有異，與及外觀上有明顯的分別，細嘴兀鷲已被提升為物種。

## 特徵
細嘴兀鷲呈灰色，臀部較為淡色，尾底也是灰色的。大腿]]呈白色。頸部很長，沒有羽毛及呈黑色。頭部黑色，喙較為窄。耳孔很明顯。

## 分佈
細嘴兀鷲分佈在印度的中央平原北部，西至喜馬偕爾邦，南至奧里薩邦北部，東至阿薩姆邦。它們也有分佈在孟加拉中部及北部、尼泊爾南部、緬甸及柬埔寨。

## 保育狀況
細嘴兀鷲近年出現嚴重的衰落。只有在印度北部及東部經尼泊爾南部及孟加拉有野生的群落，緬甸也有少許群落。東南亞柬埔寨只有在上丁省有繁殖的群落，數量約有50-100隻。它們在柬埔寨能夠生存，很大可能是由於當地沒有有毒的雙氯芬酸鈉。英國皇家保護鳥類協會（Royal Society for the Protection of Birds）估計細嘴兀鷲於2009年只有約1000隻，並將會於10年從野外滅絕。
細嘴兀鷲是受到《瀕危野生動植物種國際貿易公約》附錄二的保護。它們衰落的原因可能是與使用雙氯芬酸鈉有關。雙氯芬酸鈉對於兀鷲來說是有毒的，會導致腎衰竭，現正逐步被無毒的美洛昔康（meloxicam）所取代。在印度現已禁止售賣雙氯芬酸鈉。
在印度現也有飼養計劃來保存細嘴兀鷲，當環境許可時就會放生到野外。英國皇家保護鳥類協會及倫敦動物學會（Zoological Society of London）於2009年成功的推行飼養計劃。兩隻細嘴兀鷲成功孵化，並安排在哈里亞納邦及西孟加拉邦獨立飼養。

## 外部連結
- BirdLife Species （页面存档备份，存于）
- The Internet Bird Collection （页面存档备份，存于）